# Maria-Magdalenen-Kirche (Eberswalde)

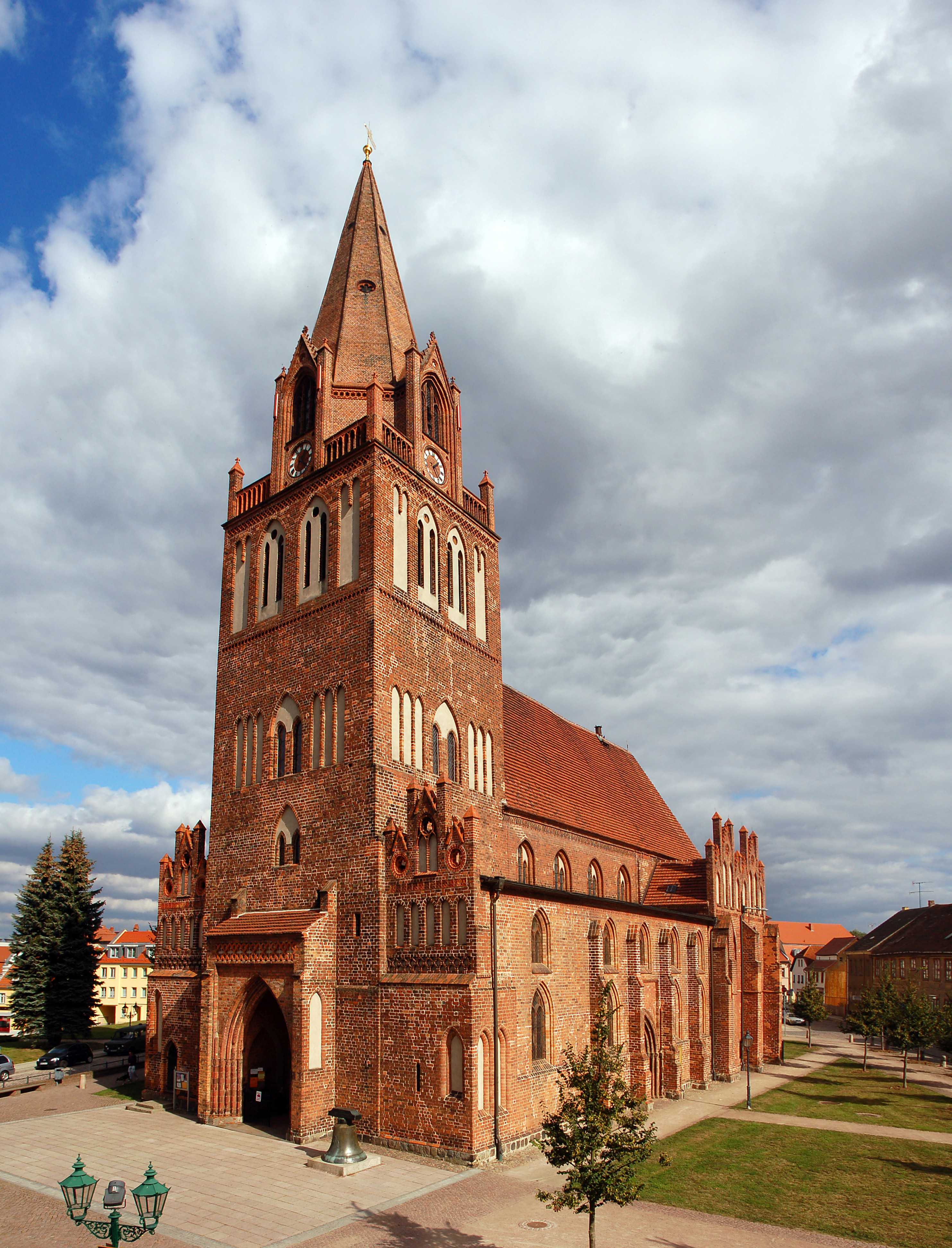
Maria-Magdalenen-Kirche von der Pfarrei aus

Die Maria-Magdalenen-Kirche ist ein evangelisch-lutherisches Gotteshaus in Eberswalde. Sie wurde im ersten Drittel des 14. Jahrhunderts errichtet und ist nach Maria Magdalena, der Apostelgleichen benannt. Das Kirchengebäude steht unter Denkmalschutz.

## Geschichte

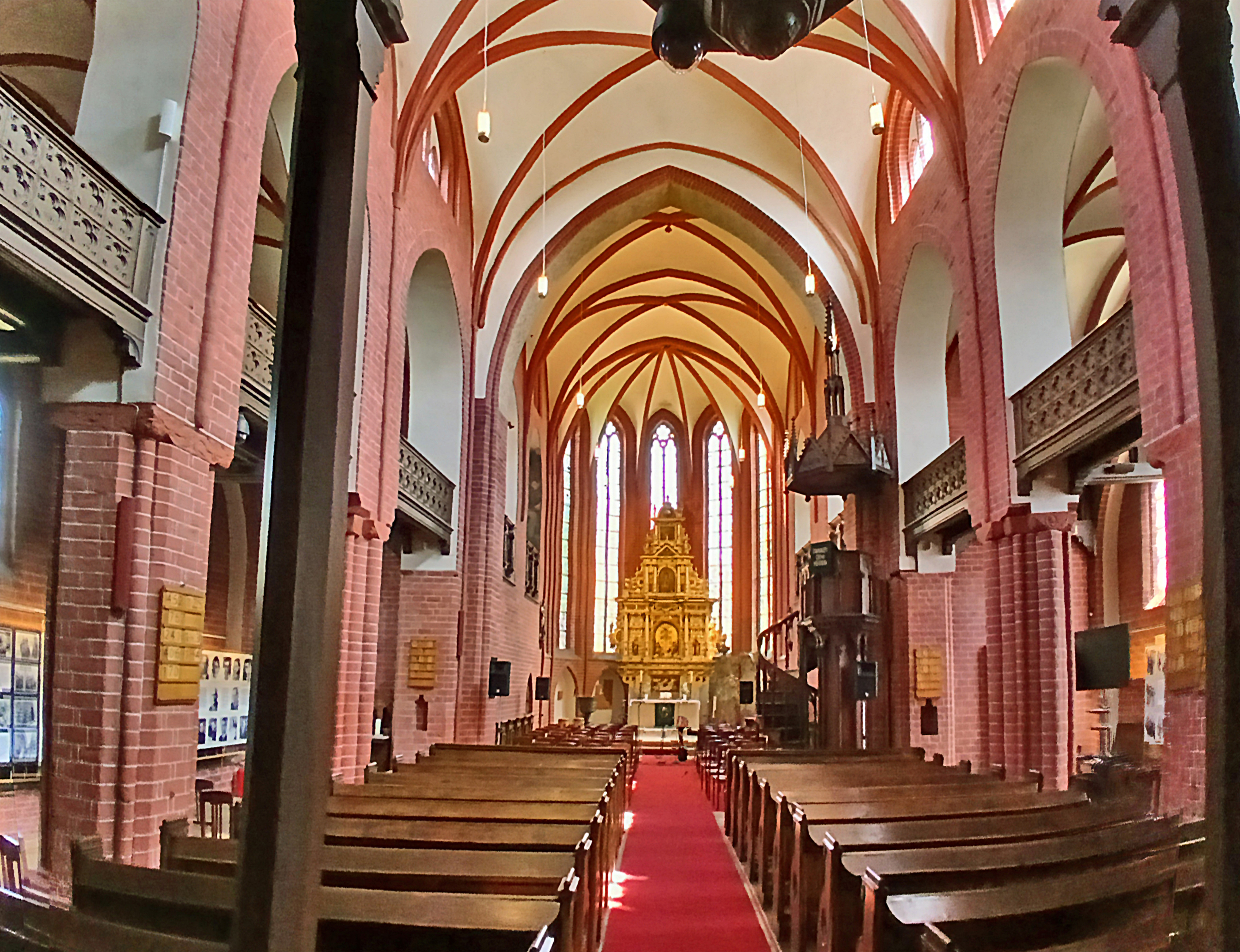
Innenansicht der Kirche

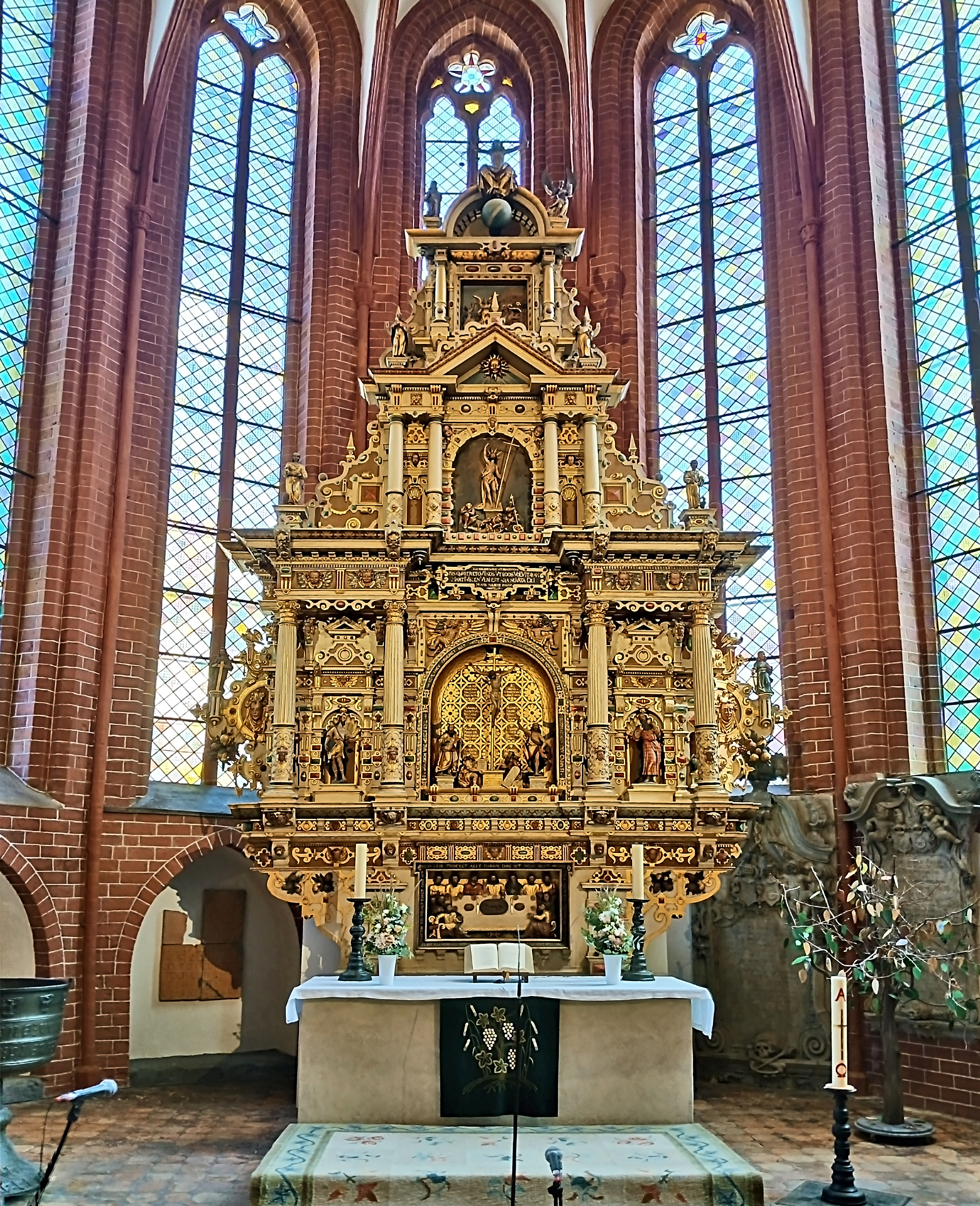
Barocke Hochaltar

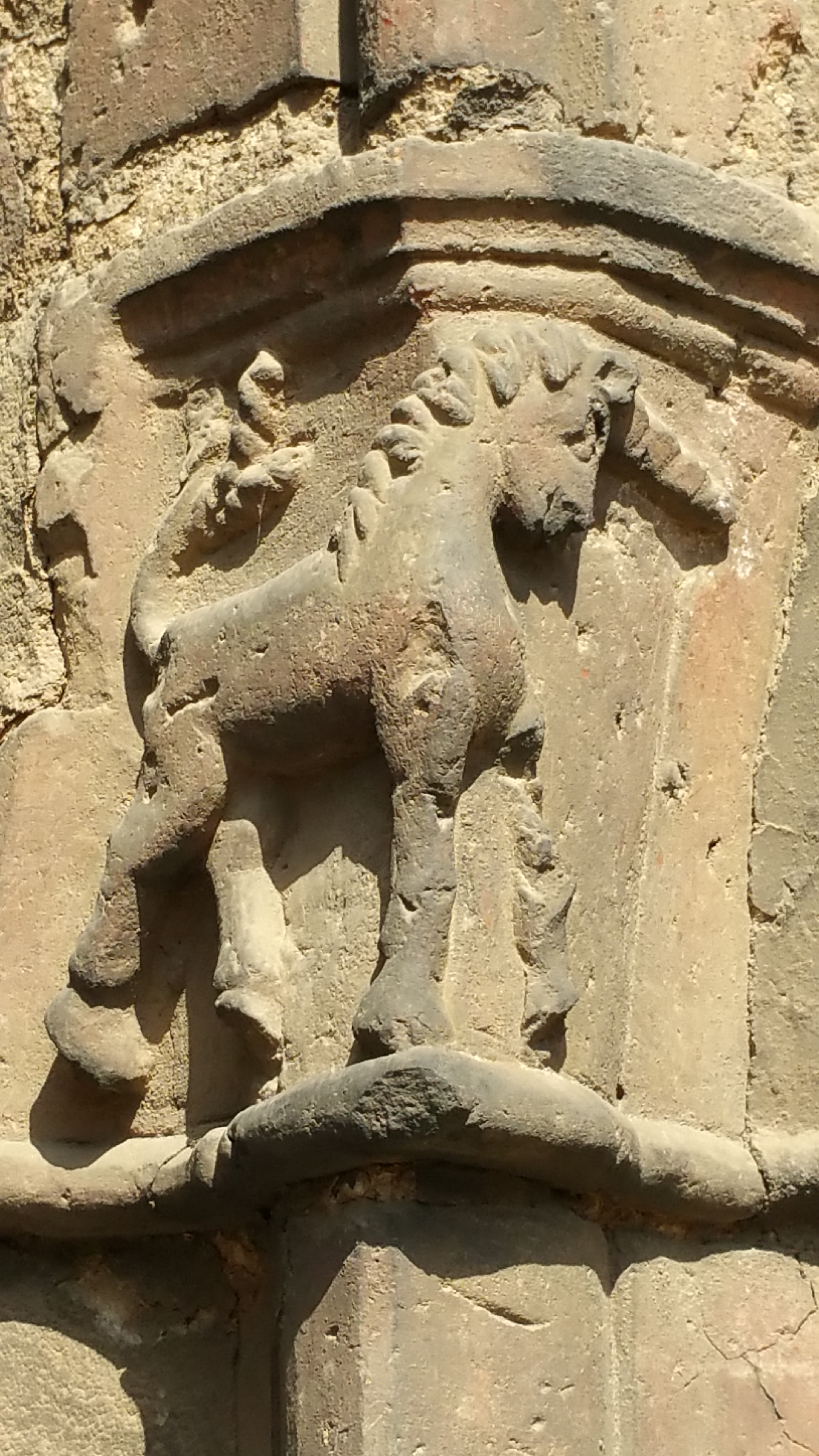
Terracotta-Einhorn am Südportal, 13. Jh.

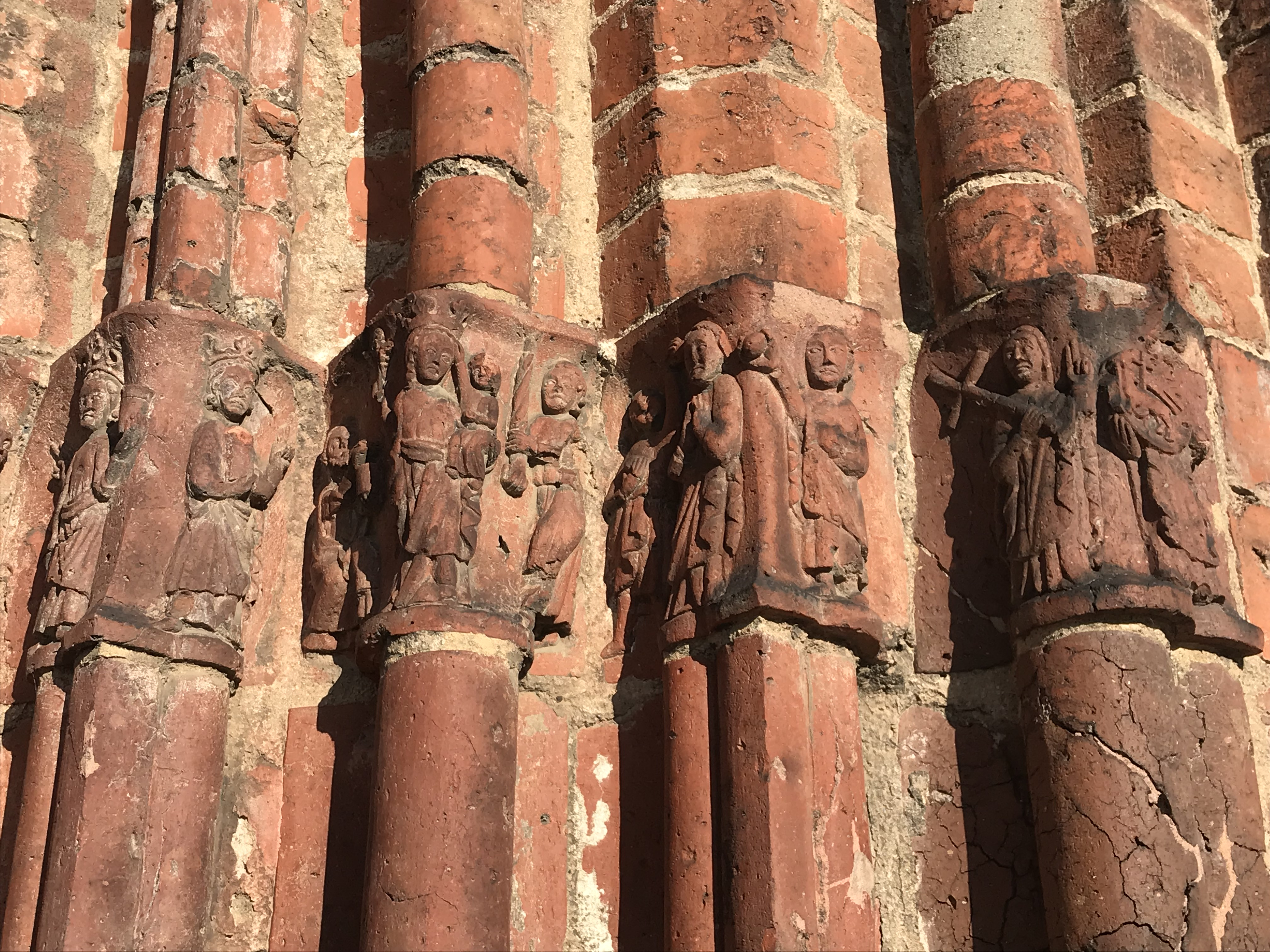
Terracotta-Figuren am Südportal, 13. Jh.

Die Ausdehnung der Markgrafschaft Brandenburg von der Havel (bisheriger Grenzort war Spandau) bis an und über die Oder fand um 1230 statt, fiel also in die Zeit des Stilübergangs von der Romanik zur Gotik.
Am Fuße des Schlossberges entwickelte sich das Suburbium Eversberg, welches später Jacobsdorf zu Eberswalde wurde.
Noch vor der Gründung der Stadt errichteten die ersten Bewohner von Eversberg in der Nähe zur markgräflichen Burg ein Kirchengebäude. Über den wohl zwischen 1241 und 1251 geweihten wohl auch schon dreischiffigen Vorgängerbau ist kaum etwas bekannt. Vermutungen, das heutige Kirchengebäude könne noch Teil des alten enthalten, könnten nur durch intensivere Erforschung des Bauwerks bestätigt oder widerlegt werden.
Die jetzige gotische Stadtkirche entstand ab 1333. Die Kirchturmspitze ist gemauert. Grundlegende Änderungen an der Gestaltung erfolgten im Jahr 1503 nach dem Stadtbrand von 1499 sowie nochmals im Jahr 1726. Die Reformation hielt 1539 Einzug in der Region. Der erste evangelische Gottesdienst fand 1542 statt. 1632 wurde der gefallene Schwedenkönig Gustav II. Adolf in der Maria-Magdalenen-Kirche aufgebahrt. 1876 erfolgte eine umfassende Erneuerung der Kirche unter Hermann Blankenstein. Er ließ den basilikalen Charakter des Bauwerks wieder mehr herausarbeiten, wobei die Parallelen mit der nahen Choriner Klosterkirche verstärkt wurden. Der Chor erhielt die hohen gotischen Fenster mit Maßwerk zurück, Friese wurden am Gesims, gotische Blendgiebel an den Kapellen und vor den Seitenschiffen angebracht. Der Turmabschluss erfolgte nach einem Entwurf von Friedrich August Stüler. Wertvolle Terrakottareliefs aus der Entstehungszeit der Kirche dienten nun zur Verzierung des Portals. Eine umfassende Innenrenovierung erfolgte im Jahr 1977. Die Außenfassade konnte erst 1993 erneuert werden. Die während der Neuanlage des Kirchplatzes vorgenommenen archäologischen Grabungen im Jahr 2001 förderten einen spätmittelalterlichen Schmiedeofen sowie die Fundamente der Lateinschule aus dem 16. Jahrhundert zutage. Die 1518 gegossene Barbaraglocke erhielt 2001 einen neuen Platz vor der Kirche, weil ihr Gusskörper einen Riss aufwies. Die Aktion wurde aus Mitteln der Städtebauförderung finanziert. Dafür installierte die Gemeinde im Oktober 2002 ein neues Geläut, das die Glockengießerei Rudolf Perner angefertigt hatte.
Am 2. Dezember 2019 kam es zu einem Schwelbrand in einem kleinen Raum auf der Südempore des Chors. Auslöser war nicht, wie zunächst befürchtet, ein Kurzschluss in der veralteten Elektrik, sondern die Hitze einer Lampe, die die hölzerne Brüstung entzündete. Das Feuer war gegen Mittag gelöscht, allerdings zog sich die Beseitigung der Rußschicht über drei Monate. Dabei kam ein Verfahren einer Spezialfirma zum Einsatz, bei der eine spezielle Paste auf die Mauerteile aufgetragen wird, die über Nacht aushärtet und anschließend wie eine Folie abgezogen werden kann. Große Flächen mussten jedoch per Hand gereinigt werden. Bei der Reinigung des barocken Altars entdeckten Restauratoren zwei Reste zuvor nicht bekannter Gewölbemalereien. Der Brandschaden in Höhe von rund 1,4 Millionen Euro ist durch eine Versicherung gedeckt. Allerdings ist geplant, die Elektrik sowie andere Einbauten für weitere rund 400.000 Euro zu sanieren.

## Bauwerk und Ausstattung
Das Gotteshaus besitzt einen einschiffigen Ostchor und einen Westturm mit Vorhalle.
Die Terrakottafiguren an den Portalen sind die ältesten im Land Brandenburg.
In der Kirche befinden sich unter anderem eine Bronzetaufe aus dem Vorgängerbau (zweite Hälfte des 13. Jahrhunderts) und ein Schnitzaltar von 1606.
In den Jahren 1781–1783 wurde von Ernst Julius Marx (Berlin) eine Orgel erbaut. Aus seinen Aufzeichnungen geht im Detail die Disposition und auch das Pfeifenmaterial hervor.
Die Manuale waren mit Ebenholz und mit Elfenbein für die Halbtöne belegt. Das Pedal war aus Eiche gefertigt. Es kostete 1900 Thaler und hatte 1622 Pfeifen.
| I Hauptwerk C–d3 |                |        |
| 01.              | Bordun         | 16′    |
| 02.              | Principal      | 08′    |
| 03.              | Viola di Gamba | 08′    |
| 04.              | Rohrflöt       | 08′    |
| 05.              | Lamento        | 08′    |
| 06.              | Octave         | 04′    |
| 07.              | klein Gedact   | 04′    |
| 08.              | Quinta         | 03′    |
| 09.              | Octave         | 02′    |
| 10.              | Mixtur V       | 01 ⁄2′ |
| 11.              | Cornet III     |        |
| 12.              | Trompet        | 08′    |
|                  | Tremulant      |        |

| II Oberwerk C–d3 |            |       |
| 13.              | Principal  | 8′    |
| 14.              | Gedact     | 8′    |
| 15.              | Spitzflöt  | 4′    |
| 16.              | Rohrflöt   | 4′    |
| 17.              | Salicinal  | 8′    |
| 18.              | Nasat      | 3′    |
| 19.              | Octave     | 2′    |
| 20.              | Quinta     | 1 ⁄2′ |
| 21.              | Mixtur III | 1′    |
| 22.              | Salicinal  | 8′    |
|                  | Schwebung  |       |

| Pedal C, D, D#–d1 |              |     |
| 23.               | Subbass      | 16′ |
| 23.               | Violon       | 08′ |
| 24.               | grob Gedact  | 08′ |
| 25.               | Quinta offen | 06′ |
| 26.               | Octave       | 04′ |
| 27.               | Mixtur III   | 02′ |
| 28.               | Posaun       | 16′ |
| 29.               | Trompet      | 08′ |

- Koppeln: II/I, Sperrventile
- Pauken-Zug mit Paukeschlägern als Figuren im Prospekt. Pauken auf C und G, im Pedal zu spielen
- Trompeten-Zug für Trompeterfiguren auf den Pedaltürmen, die die Trompete an- und absetzten
- 4 Bälge, 6 Windladen, Manuale durch Türen verschließbar

1878 überarbeitete der Orgelbauer Friedrich Kienscherf (Eberswalde) das Instrument und errichtete das heute noch vorhandene Orgelgehäuse.

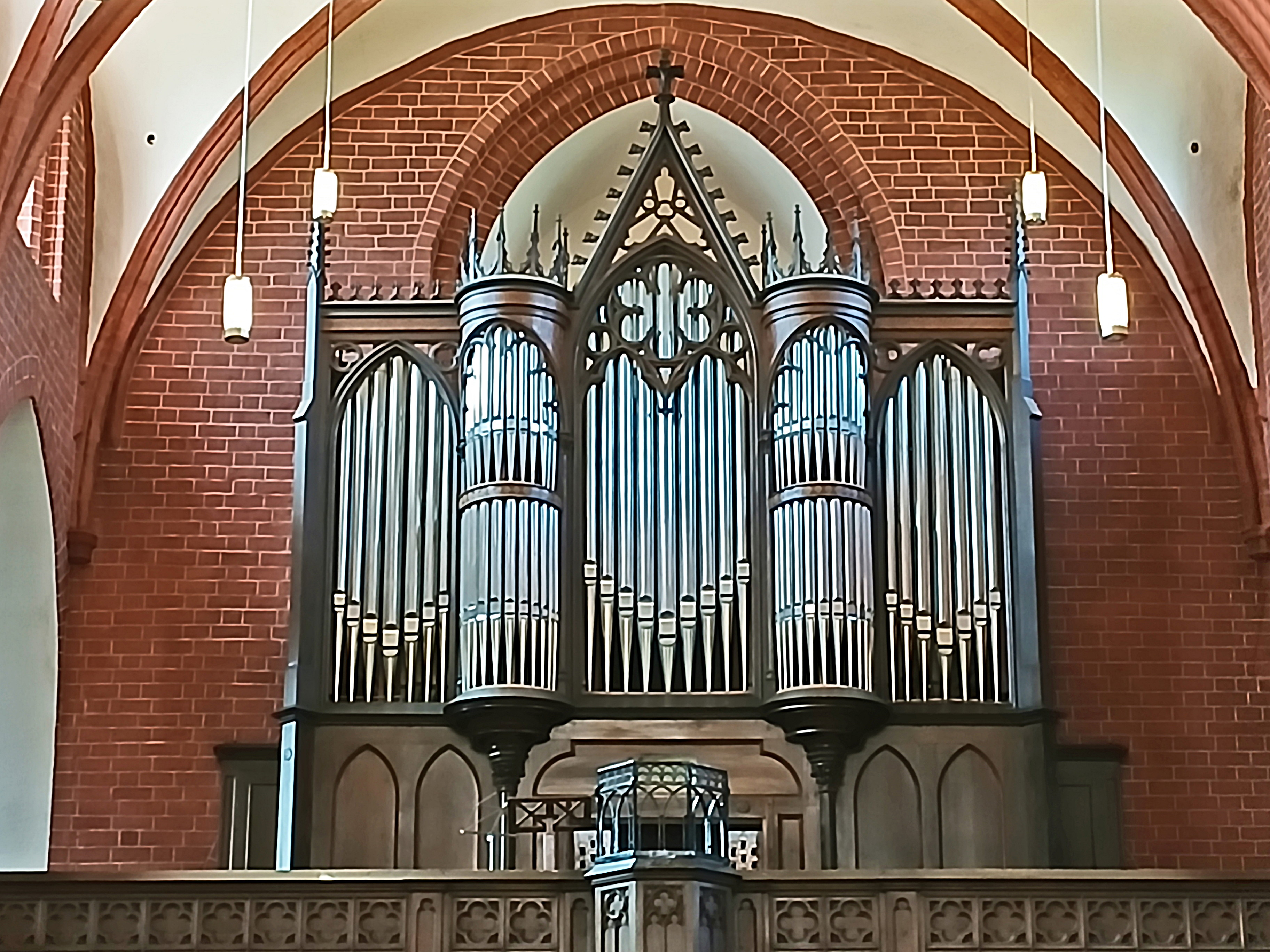
Die Kienscherf-Orgel

| I Hauptwerk C–d3 |            |         |
| 01.              | Pommer     | 16′     |
| 02.              | Prinzipal  | 08′     |
| 03.              | Spitzflöte | 08′     |
| 04.              | Oktave     | 04′     |
| 05.              | Gedackt    | 04′     |
| 06.              | Quinte     | 02 ⁄3′  |
| 07.              | Oktave     | 02′     |
| 08.              | Blockflöte | 02′     |
| 09.              | Terz       | 01 3⁄5′ |
| 10.              | Mixtur V   | 0       |
| 11.              | Trompete   | 08′     |
|                  | Tremulant  |         |

| II Brustwerk C–g3 |                  |        |
| 12.               | Lieblich Gedackt | 08′    |
| 13.               | Quintatön        | 08′    |
| 14.               | Prinzipal        | 04′    |
| 15.               | Rohrflöt         | 04′    |
| 16.               | Oktave           | 02′    |
| 17.               | Nasat            | 01 ⁄3′ |
| 18.               | Sifflöt 0        | 01′    |
| 19.               | Zimbel III       |        |
| 20.               | Sesquialter II   |        |

| Pedal C–f1 |               |     |
| 21.        | Subbass       | 16′ |
| 22.        | Oktavbass     | 08′ |
| 23.        | Gedacktbass   | 08′ |
| 24.        | Oktave        | 04′ |
| 25.        | Waldflöte     | 02′ |
| 26.        | Hintersatz IV |     |
| 27.        | Posaune       | 16′ |

- Koppeln: II/I, I/P